# Flagrum

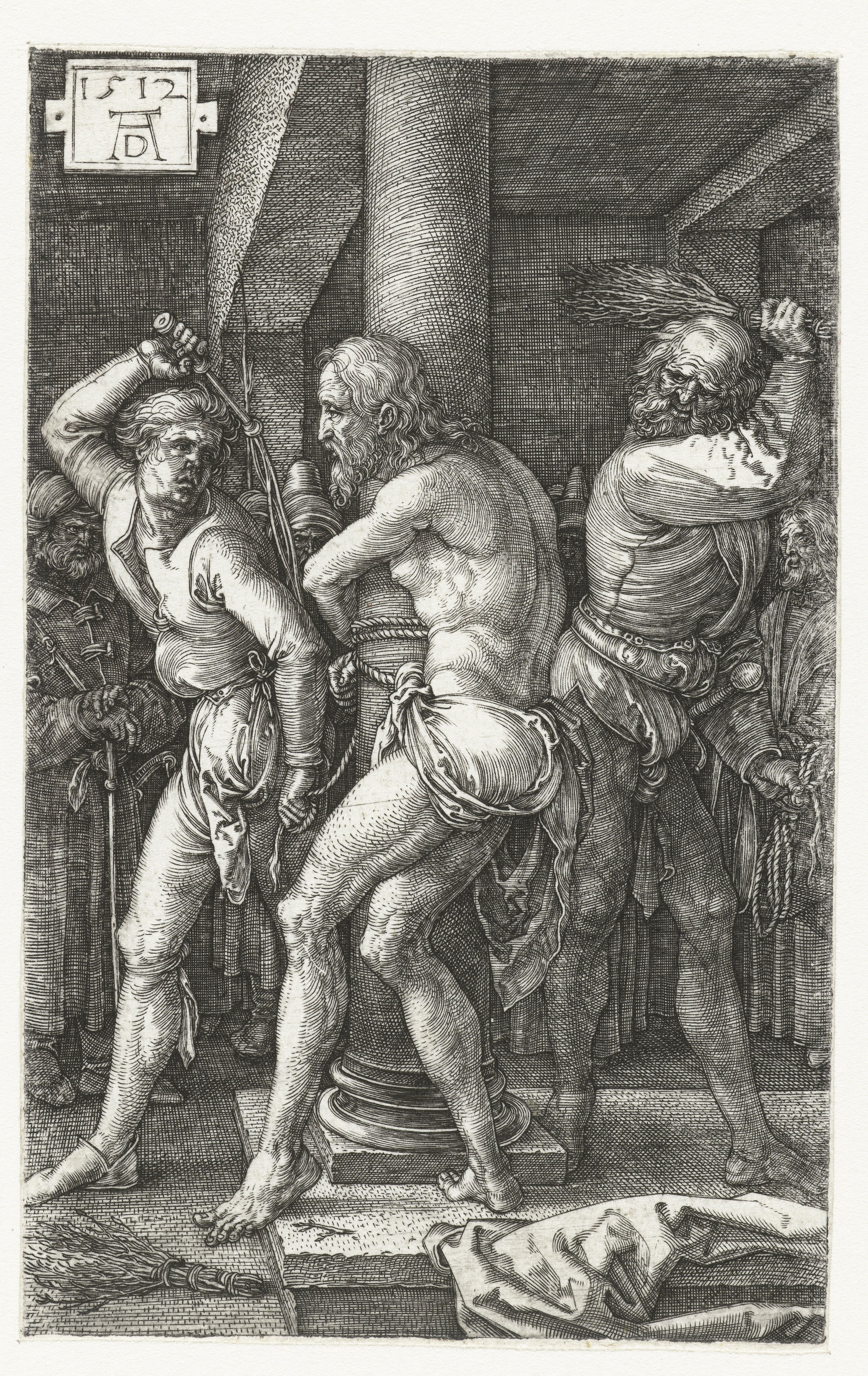
Albrecht Dürer, Kupferstich: Geißelung Christi

Das Flagrum war ein Folterinstrument, welches vorwiegend durch die Justiz des Römischen Reiches als Instrument der Folter und Todesstrafe bei Sklaven und Schwerverbrechern verwendet wurde.

## Form
Das Flagrum ist eine Geißel (eine Art Peitsche) mit mehreren Riemen oder Lederschnüren. Es bestand aus einem soliden Griff, an dem zwei oder drei Kordeln oder Lederriemen befestigt wurden, deren untere Enden mit jeweils einem oder mehreren Bleistücken beschwert waren. Die Form der Bleistücke veränderte sich mit der Zeit immer wieder. Bekannt sind Kugeln, Hanteln, Widerhaken und Ähnliches. Ebenfalls dokumentiert sind mit scharfen Knochenstücken besetzte Instrumente.

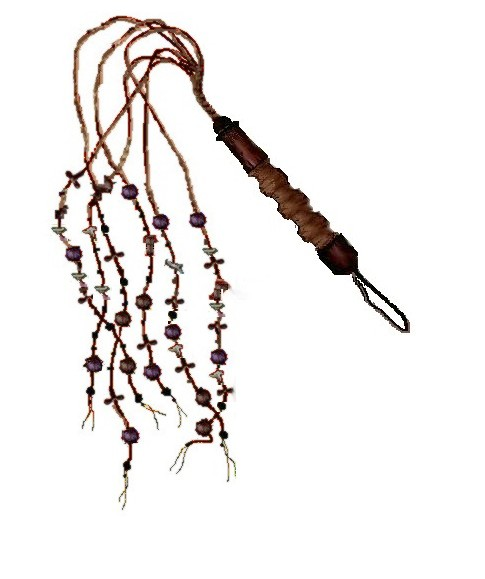
Rekonstruktion eines römischen Flagrums

## Geschichte
Die Römer nutzten das Flagrum häufig zur Geißelung von zum Tode verurteilten Straftätern. Dabei war es üblich, den Verurteilten an einen Pfahl im Gerichtshof festzubinden und mit Schlägen bis fast zum Tode hin zu malträtieren. Dabei kam es aber auch vor, dass der Verurteilte bereits durch diese Geißelung zu Tode kam. Das Flagrum war im Römischen Reich über einen langen Zeitraum gebräuchlich. Eine der letzten bekannten Anwendungen stammt aus dem Jahr 390 n. Chr. Ein Mönch wurde vom Kaiser exkommuniziert und anschließend mit dem Flagrum gegeißelt und ins Exil geschickt.
Vor allem aus der biblischen Kreuzigungsgeschichte der Evangelien ist das Flagrum bekannt. So soll Jesus von Nazaret vor der Kreuzigung mit einem Flagrum gegeißelt worden sein. Auch das Turiner Grabtuch weist Stellen auf, die als Foltermale durch das Flagrum interpretiert werden können.

## Sonstiges
Bekannt geworden ist das Flagrum einem größeren Publikum im Zusammenhang mit den kompromisslosen Folterszenen in dem Film Die Passion Christi von US-Regisseur Mel Gibson.